# Lista de prefeitos de Viçosa (Rio Grande do Norte)
Esta é a lista de prefeitos de Viçosa, município brasileiro do estado do Rio Grande do Norte.
| Nº | Nome                        | Imagem                    | Partido                    | Início do mandato       | Fim do mandato          | Vice-prefeito                        | Observações             |
| -- | --------------------------- | ------------------------- | -------------------------- | ----------------------- | ----------------------- | ------------------------------------ | ----------------------- |
| 1  | Silvestre Gomes Pinto       |                           | PSD                        | 9 de janeiro de 1964    | 14 de fevereiro de 1965 | —                                    | Prefeito nomeado        |
| 2  | José Suassuna de Alencar    |                           | UDN                        | 15 de fevereiro de 1965 | 31 de dezembro de 1970  | Rodolfo Mafaldo de Oliveira          | Prefeito e vice eleitos |
| 3  | Jaime Mafaldo de Paiva      |                           | ARENA                      | 31 de dezembro de 1970  | 31 de janeiro de 1973   | Kerginaldo Forte de Amorim           | Prefeito e vice eleitos |
| 4  | Aldo Fernandes de Carvalho  |                           | ARENA                      | 31 de janeiro de 1973   | 31 de janeiro de 1977   | não encontrado                       | Prefeito e vice eleitos |
| 5  | Francisco Silvério Neto     |                           | ARENA                      | 31 de janeiro de 1977   | 31 de janeiro de 1983   | João Batista de Souza                | Prefeito e vice eleitos |
| 6  | Francisco Gomes Pinto Filho |                           | PMDB                       | 31 de janeiro de 1983   | 31 de dezembro de 1988  | não encontrado                       | Prefeito e vice eleitos |
| 7  | Kerginaldo Forte de Amorim  |                           | PFL                        | 1º de janeiro de 1989   | 31 de dezembro de 1992  | Francisco Silvério Neto              | Prefeito e vice eleitos |
| 8  | Francisco Gomes Pinto Filho |                           | PSDB                       | 1º de janeiro de 1993   | 31 de dezembro de 1996  | não encontrado                       | Prefeito e vice eleitos |
| 9  | Antônio Gomes de Amorim     |                           | PFL                        | 1º de janeiro de 1997   | 31 de dezembro de 2004  | Antônio Balbino da Silva Neto        | Prefeito e vice eleitos |
| 9  | Antônio Gomes de Amorim     | PPB                       | Maria José Oliveira        | 1º de janeiro de 1997   | 31 de dezembro de 2004  | Prefeito reeleito e vice eleita      |                         |
| 10 | Maria José Oliveira         |                           | PSB                        | 1º de janeiro de 2005   | 31 de dezembro de 2012  | Francisco Silvério Neto              | Prefeita e vice eleitos |
| 10 | Maria José Oliveira         | PTB                       | Terezinha Martins Silvério | 1º de janeiro de 2005   | 31 de dezembro de 2012  | Prefeita reeleita e vice eleita      |                         |
| 11 | Antônio Gomes de Amorim     |                           | PP                         | 1º de janeiro de 2013   | 31 de dezembro de 2020  | Maria Rodrigues Pinto                | Prefeito e vice eleitos |
| 11 | Antônio Gomes de Amorim     | Prefeito e vice reeleitos | PP                         | 1º de janeiro de 2013   | 31 de dezembro de 2020  | Maria Rodrigues Pinto                |                         |
| 12 | Victor Ramon Alves          |                           | Republicanos               | 1º de janeiro de 2021   | até a atualidade        | Selcina Gomes de Oliveira Neta Lopes | Prefeito e vice eleitos |
| 12 | Victor Ramon Alves          | UNIÃO                     | Prefeito e vice reeleitos  | 1º de janeiro de 2021   | até a atualidade        | Selcina Gomes de Oliveira Neta Lopes |                         |